# اليمين (مسلسل)
اليمين هو مسلسل دراما تركي من بطولة أوزجي ياغيز.عرض المسلسل على قناة كنال 7 في 18 فبراير 2019.